# OPAL (Detektor)

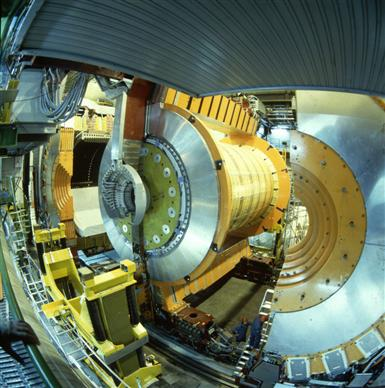
Der OPAL-Detektor 1989

Der OPAL-Detektor war ein Experiment am LEP-Speicherring des CERN, welches von 1989 bis 2000 Daten sammelte.

Der Name ist ein Apronym für „Omni Purpose Apparatus at LEP“ (siehe Opal).

## Ziele
In der ersten Ausbaustufe des LEP, die von 1989 bis 1995 betrieben wurde, lag die Schwerpunktsenergie bei ca. 90 GeV und damit in der Region der Z0-Masse, d. h. die in dieser Zeit gesammelten Daten wurden zu einem großen Teil dazu benutzt, die Masse ebendieses Teilchens genau zu vermessen.
Im November 1995 wurde LEP für ca. einen Monat mit einer Schwerpunktsenergie von 130 bis 140 GeV betrieben (LEP 1.5), bevor dann die zweite Ausbaustufe (LEP2) im Juli 1996 mit Energien bis über 200 GeV fertiggestellt war. Mit dieser höheren Energie konnten nun Paare von W-Bosonen entstehen, anhand derer das Standardmodell der Teilchenphysik weiter überprüft wurde.

## Aufbau
Rings um den Kollisionspunkt von Elektronen und Positronen wurden in einer schalenartigen Bauweise die einzelnen Detektoren hintereinander angebracht. Der Primärdetektor, also der Detektor am nächsten zur Kollision, muss dabei den Ort der entstehenden Teilchen am genauesten von allen folgenden Detektoren nachweisen. Bei OPAL waren das die sogenannten Vertex-Halbleiterdetektoren. Diesen folgten dann die Jet-Kammern und die Z-Kammern, die die Spuren der Teilchen aufzeichneten um daraus u. a. auf den Impuls schließen zu können. Die nächste Schale bestand aus Kalorimetern, welche die Energie der Teilchen aufzeichneten. Die letzte Schicht schließlich bestand aus den Myon-Detektoren, die sowohl konzentrisch um die anderen Detektoren lagen als auch die Endkappen des Detektors bildeten.

## Ergebnisse
Die Veröffentlichungen, die im Zuge des OPAL Experiments entstanden sind und weiterhin entstehen, gehen in die tausende, weshalb hier nur die relevantesten Ergebnisse aufgeführt sind:
- Exakte Vermessung der Z0-Masse
- Erzeugung der W-Bosonenpaare und Studium der Zerfallsprodukte als Test der elektroschwachen Kraft
- Suche nach Hinweisen auf den Higgs-Mechanismus